# San Rocco risana gli appestati
San Rocco risana gli appestati è un dipinto del pittore veneziano Tintoretto realizzato nel 1549 e conservato nella Chiesa di San Rocco a Venezia.